# Bericht nr. ...
Bericht nr. 1 (2, enz.) was een verzetsblad uit de Tweede Wereldoorlog, dat vanaf 9 juni 1943 tot en met 24 juli 1944 in Leiden vrijwel dagelijks werd uitgegeven. De uitgave werd begonnen na het in mei 1943 uitgevaardigde bevel tot inlevering van de radiotoestellen. De oplage was aanvankelijk beperkt: een aantal personen typten doorslagen van de dagelijkse nieuwsberichten, die in het begin geen titel droegen. De getypte bladen verschenen onder de aanduiding Bericht No. 1 (enz.).
In de periode tot 24 juli 1944 verschenen 336 afleveringen: nrs. 1-297 in jaargang 1 en nrs. 1-39 in jaargang 2. Vanaf 25 juli 1944 werden de berichten tot en met 9 mei 1945 voortgezet onder de naam 'Het dagelijks nieuws'. In die periode verschenen 240 afleveringen (nrs. 40-279). Het werd getypt tot 16 mei 1944, daarna gestencild. De inhoud bestond voornamelijk uit nieuwsberichten over ontwikkelingen in de in oorlog zijnde landen.
De naamswijziging werd gemeld in de aflevering van 25 juli 1944: Van bevriende zijde werd mij verzocht de berichten een naamsaanduiding te geven, voortaan zullen de dagelijkse berichten verschijnen onder de titel 'Het Dagelijks Nieuws'.

## Gerelateerde kranten
- Het dagelijks nieuws (verzetsblad, Leiden)[2]
- Slaet op den trommele (verzetsblad, Utrecht)[3]